# Megachile willowmorensis
Megachile willowmorensis là một loài Hymenoptera trong họ Megachilidae. Loài này được Brauns mô tả khoa học năm 1926.